# Daniel Gruf (1631–1684)
Daniel Gruf, född 1631 i Nyköping, död 25 februari 1684 i Häradshammars församling, Östergötlands län, var en svensk präst.

## Biografi
Daniel Gruf föddes 1631 i Nyköping. Han var son till Daniel Gruf och Anna Jönsdotter. Gruf studerade i Nyköping och Strängnäs. Han blev 1648 student vid Dorpats universitet och promoverades till filosofie magister där 1651. Gruf prästvigdes 2 december 1659 i Linköpings domkyrka till hovpredikant hos hertig Adolf Johan av Pfalz-Zweibrücken på Stegeborgs slott. Han blev 1666 kyrkoherde i Skällviks församling och 1680 kyrkoherde i Häradshammars församling. Gruf avled 1684 i Häradshammars församling.

### Familj
Gruf gifte sig första gången med Kerstin Ask (död 1678). Hon var dotter till kyrkoherden i Törnevalla församling samt änka efter kyrkoherden Jonas Benedicti Kylander i Landeryds församling och Johannes Claudii Wagnerus i Landeryds församling. Gruf och Ask fick tillsammans dotter Christina Gruf som var gift med kyrkoherden Stephanus Ståhle i Skällviks församling. Gruf gifte sig andra gången med Elisabeth Ristelius som var dotter till kyrkoherden Laurentius Ristelius och Elsa Nilsdotter i Häradshammars församling samt änka efter kyrkoherden Bothvidus Wangelius i Häradshammars församling. Gruf och Ristelius fick tillsammans barnen kyrkoherden Daniel Gruf i Adelövs församling och kyrkoherden Bothvidus Gruf i Vimmerby stadsförsamling.